# WASP-4b
WASP-4b és un planeta extrasolar a uns 1.000 anys llum de distància de la constel·lació del Fènix. El planeta va ser descobert en òrbita a l'estrella WASP-4 l'octubre de 2007. La massa i el radi del planeta indiquen que és un gegant gasós, similar a Júpiter. WASP-4b és prou a prop de la seva estrella per ser classificat com un Júpiter calent i té una temperatura atmosfèrica d'uns 1.650 K.
El planeta va ser el descobert pel projecte SuperWASP amb càmeres a Sud-àfrica. Després del seu descobriment, la massa de WASP-4 b es va determinar mesurant la velocitat radial de WASP-4, que va confirmar que l'objecte que va causar el trànsit era un planeta.